# Збройні сили Чехії
Збройні сили Чеської Республіки (чеськ. Armáda České republiky) — збройні сили відповідальні за оборону Чеської Республіки. Мають в своєму складі сухопутні війська, повітряні сили та підрозділи забезпечення.
Основна історична спадщина та натхнення чеської армії походить від гуситського ополчення XV століття, якому приписують численні досягнення у війні, зокрема використання вогнепальної зброї в польових битвах, а також стратегію фортець на колесах, що чеською мовою називається vozová hradba. Сучасна історія передує проголошенню незалежності Чехословаччини в 1918 році з офіційним заснуванням Чехословацького легіону, який воював на боці держав Антанти під час Першої світової війни. Після Мюнхенської угоди країна була окупована нацистською Німеччиною, а армія була відновлена в еміграції, воюючи на боці союзників Другої світової війни на європейському, а також середземноморському та близькосхідному театрах дій. Після комуністичного перевороту 1948 року Чехословацька народна армія з понад 200 000 активних військовослужбовців і приблизно 4 500 танками була одним зі стовпів Організації Варшавського Договору (ОВД).
Після «Оксамитової революції» та розпаду Чехословаччини Чехія приєдналася до НАТО в 1999 році. Призов було скасовано в 2004 році, що призвело до перетворення на сучасну професійну армію, натхненну переважно британськими збройними силами та прикладом USMC.
Сьогодні чеська армія налічує 28 000 професійних військовослужбовців і 4 200 військовослужбовців активного резерву. Крім того, будь-який громадянин може добровільно приєднатися до п’ятитижневої базової підготовки, не стаючи солдатом, або приєднатися до поглибленого навчання стрільби зі своєї приватної вогнепальної зброї та стати членом призначених резервів у стилі ополчення.
Закон, ухвалений у червні 2023 року, передбачає, що з 2024 року військові витрати не повинні бути нижчими за 2% ВВП країни.

## Історія

### Чеські землі

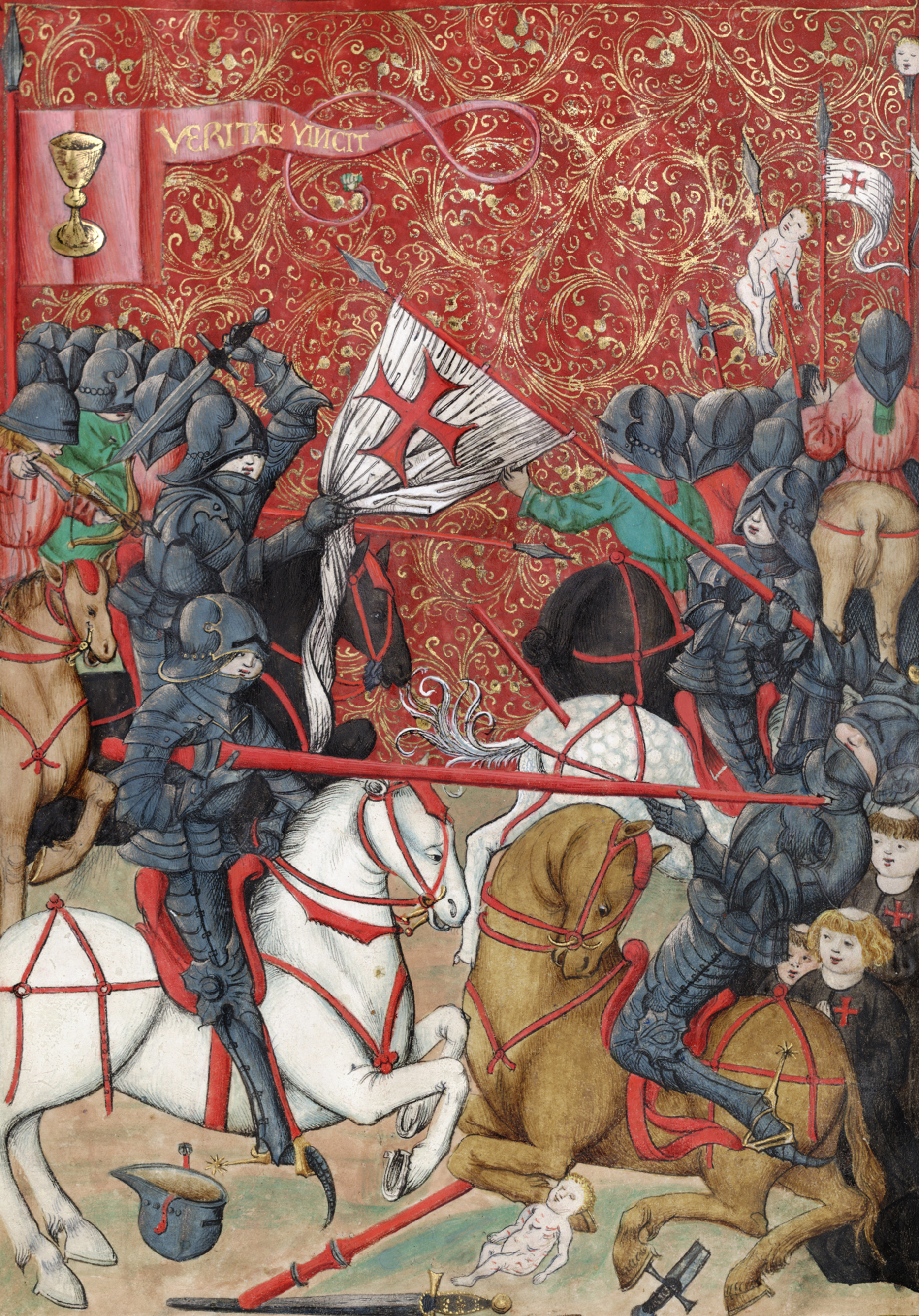
Битва між Протопротестантизм-гуситами та католиками-хрестоносцями; Єнський кодекс, XV ст

Військова історія чеського народу сягає середньовіччя та створення Чеського герцогства та Богемського королівства. Під час гуситських воєн Ян Жижка став воєначальником такого вміння та видатності, що гуситська спадщина стала важливою та довговічною частиною чеських військових традицій. Сучасна чеська армія походить від протопротестантської гуситської армії, причому багато сучасних підрозділів носять назви на честь діячів або формувань гуситської армії.
Коли почалася Перша світова війна, землі Чеської корони були частиною Австро-Угорщини, і колонізоване чеське населення повинно було служити в її армії. З 1914 року, на тлі спроб здобути незалежність, у складі французьких, італійських та російських військ проти держав Антанти були створені різні підрозділи, що складалися з чехів (до 10% словаків), переважно військовополонених. Починаючи з 1916 року ці чехословацькі легіони набували все більш незалежного статусу. Після проголошення незалежності Чехословаччини в 1918 році новостворена чехословацька армія отримала свою спадщину переважно від цих легіонів, а не від австрійської імперської армії Габсбургів.
Офіційні назви війська з 1918 року:
- 1918–1950 - Збройні сили Чехословаччини (таку офіційну назву чехословацька армія отримала 19 березня 1920 року на підставі Закону про збройні сили)
- 1950–1954 - Чехословацька армія
- 1954–1989 - Чехословацька народна армія
- 1990–1992 - Чехословацька армія
- від 1993 - Армія Чеської Республіки (ACR)

### Чехословаччина
Збройні сили Чехословаччини були спочатку сформовані 30 червня 1918 року, коли 6000 членів Чехословацького легіону у Франції, який був створений у 1914 році, склали присягу та отримали бойовий прапор у Дарні, Франція, таким чином, випереджаючи офіційне проголошенням незалежності Чехословаччини на чотири місяці. У Росії на той час також було 50 000 воїнів легіону. Військові успіхи чехословацьких легіонів на французькому, італійському та особливо російському фронтах стали одним із головних аргументів, які лідери чехословацьких прихильників незалежності, особливо Т. Г. Масарика в Америці, могли використати для отримання підтримки незалежності країни союзниками Першої світової війни.
У 1938 році військовослужбовці чехословацької армії та Державної оборонної гвардії воювали в неоголошеній прикордонній війні проти підтримуваного Німеччиною Судетсько-німецького ополчення, а також польських та угорських воєнізованих формувань. У результаті Мюнхенської угоди території, густонаселені етнічними німецькомовними людьми, були включені до Третього Рейху, а чоловіки військового віку, які там проживали, підлягали призову до Вермахту. У 1939 році, після того, як Словацька держава проголосила свою незалежність, а решта Підкарпатської Русі була окупована та анексована Угорщиною, послідувала німецька окупація Чехії, і після переговорів з Емілем Гахою було проголошено Протекторат Богемії та Моравії. Уряд протекторату мав власні збройні сили, Урядову армію (6500 чоловік), на яку покладено завдання громадської безпеки та ар'єргарду. З іншого боку конфлікту ряд чехословацьких підрозділів і формувань служили в польській армії (Чехословацький легіон), французькій армії, королівських військово-повітряних силах, британській армії (1-ша чехословацька бронетанкова бригада) і Червоній армії (I корпус). Наприкінці 1945 року чотири чеські та словацькі ескадрильї Королівських ВПС були передані під контроль Чехословаччини.

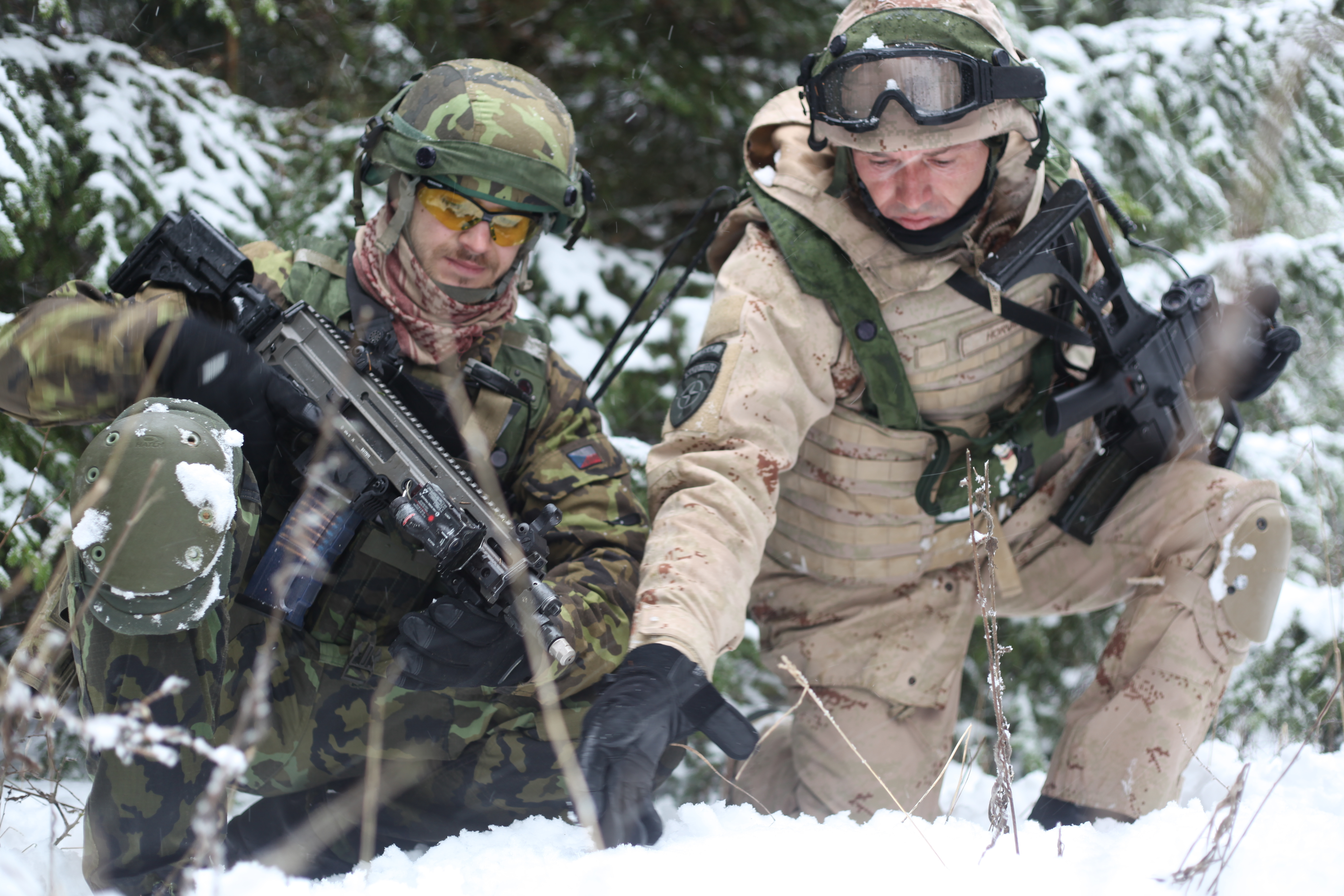
Солдат хорватської армії обговорює маршрути патрулювання з солдатом чеської армії (зліва)

З 1954 до 1989 року армія була відома як Чехословацька народна армія (ČSLA). Хоча ČSLA, створена в 1945 році, включала як радянські, так і британські споряджені/навчені експатріантські війська, «західні» солдати були виведені з ČSLA після 1948 року, коли комуністи прийшли до влади. ČSLA не чинила опору радянському вторгненню в 1968 році у відповідь на «Празьку весну» і була широко реорганізована Совітами після відновлення комуністичного правління в Празі.
З приблизно 201 000 військовослужбовців ČSLA в 1987 році близько 145 000, або близько 72 відсотків, служили в сухопутних військах (зазвичай їх називають армією). Близько 100 000 з них були призовниками. Було дві військових округи Західна і Східна. Перелік сил 1989 року показує дві чехословацькі армії на заході, 1-шу армію в Пржибрамі з однією танковою дивізією і трьома мотострілецькими дивізіями, 4-ту армію в Пісеку з двома танковими і двома мотострілецькими дивізіями. У Східній військовій окрузі було дві танкові дивізії, 13-та і 14-та, зі штабом управління в Тренчині в словацькій частині країни.
Під час холодної війни ČSLA була оснащена в основному радянською зброєю, хоча певна зброя, як-от бронетранспортер OT-64 SKOT, літаки L-29 Delfín і L-39 Albatros, протитанкова ракетна установка P-27 Pancéřovka, штурмова гвинтівка vz.58 або кулемети UK vz. 59 були чехословацької конструкції.
Після падіння комунізму під час Оксамитової революції в 1989 році Чехословацька народна армія була перейменована назад на Чехословацьку армію та також була повністю трансформована.

### Після 1992 року (розпуск Чехословаччини)
Армія Чехії була сформована після розколу збройних сил Чехословаччини після розпуску Чехословаччини 1 січня 1993 р. У 1993 р. чисельність військ Чехії становила 90 000 осіб. Їх було зменшено до 65 000 в 11 бойових бригадах, а ВПС у 1997 р. - до 63 601 у 1999 р. і до 35000 в 2005. Одночасно сили були модернізовані та переорієнтовані на оборонну позицію. У 2004 році армія перетворилася на повністю професійну організацію, а обов'язкова військова служба була скасована. Армія підтримує активний резерв. Парадоксально, але масштаби цієї централізованої структури не визнаються шляхом застосування правила 50-30-20 НАТО щодо стійкого військового бюджету.

## Структура

### Активні резерви
- 13-й артилерійський полк “Ясельський” (Жинце)
- 15-й зенітний полк (Бехіне)
- 31-й полк радіаційного, хімічного, біологічного захисту (Ліберець)

## Зовнішні посилання
- (англ.) Міністерство оборони Чехії [Архівовано 6 грудня 2011 у Wayback Machine.]
- (чес.) Інформаційний центр НАТО [Архівовано 3 травня 2022 у Wayback Machine.]